# Aasiaat
Aasiaat [ˈaːsiˌaːt] (nach alter Rechtschreibung: Ausiait; dänisch Egedesminde [eːəðəsˈmenə]) ist eine grönländische Stadt im Distrikt Aasiaat in der Kommune Qeqertalik.

## Lage
Aasiaat liegt auf der Insel Aasiaat Nunaat an der Südküste der Diskobucht. Im Norden liegt die kleine Insel Iperarsuaq (dänisch Tørveøen), direkt westlich schließt Tupilak (Ræveø) an. Südlich der Insel liegt die Meereskanal Ikerasassuaq (dänisch Langesund). Die große Insel Maniitsoq trennt Aasiaat von der Diskobucht.

## Geschichte

### Gründungsphase
Niels Egede, der zweite Sohn Hans Egedes, gründete 1759 eine Kolonie am Ort Illuerunnerit im Süden des heutigen Distrikts Kangaatsiaq. Zu Ehren seines Vaters nannte er den Ort Egedesminde. Weil sich der Ort als äußerst wenig ertragreich herausstellte, wurde die Kolonie 1763 versetzt. Die Gegend war schon 2500 v. Chr. von Inuit besiedelt worden. Bereits 1738 war Poul Egede nach Aasiaat gekommen und fand dort sechs Inuitfamilien vor. Der grönländische Name Aasiaat bedeutet „Spinnen“, ist aber vermutlich ursprünglich eine Ableitung der Wurzel aasi- „übersommern“. Das Wappen der ehemaligen Gemeinde zeigt dennoch ein Spinnennetz.
1775 gab es in Aasiaat zwei Speckhäuer, eine Böttcherei, eine Brauerei und ein Proviantlager, die als Torfmauerhäuser errichtet worden waren, sowie ein paar Schuppen. Das Wohnhaus, das ein Stockwerkbau war, wurde anfangs vom Kolonialverwalter, seinem Assistent, Seeleuten und später auch dem Missionar bewohnt, bevor 1783 ein neues Wohnhaus errichtet wurde. Das Zimmer des Missionars war zugleich Kirche als auch Schule und so wurde 1778 zusätzlich ein Schulgebäude gebaut. Das alte Wohnhaus wurde daraufhin umfunktioniert zur Kirche und zum Wohnhaus für Missionar und Katechet.
Anfangs waren die Erträge noch schlecht und die Handelsangestellten unorganisiert. Missionar Berthel Laersen verweigerte 1768 deswegen sogar seine Versetzung in die Kolonie. Gegen Ende des 18. Jahrhunderts verbesserten sich die Verhältnisse und es begann die Periode des Walfangs. Dabei fand reger Handel mit den Walfängern aus Deutschland, Dänemark, den Niederlanden und anderen Nationen statt. Der Ort war das Walfangzentrum Europas. Eine Tranfabrik versorgte Europa mit Lampenöl. Um 1800 war der Ort zudem ein ausgezeichneter Platz für Seehundgarnfang. Zudem wurden Kabeljau und Heilbutt gefangen und Rentiere und Füchse gejagt.
Kurz nach der Gründung der Kolonie war die Einwohnerzahl bereits ziemlich hoch und immer mehr Menschen zogen zu. Aber durch von den Walfängern eingeschleppte Krankheiten kam es mehrfach zu Epidemien. 1785/86 starben viele Menschen und 1793 lebten nur noch 64 Menschen in Aasiaat. 1800 kam es zu einer weiteren Pockenepidemie, die von nur 21 Menschen überlebt wurde. 1805 hatte sich die Einwohnerzahl auf 51 regeneriert, drei Jahre später waren es 66 Menschen. 1831 lebten schon wieder 93 Personen in der Kolonie.
Aasiaat ist der Herkunftsort der grönländischen Familien Brandt, Lundblad, Thorin, Geisler und Siegstad.

### Entwicklung der Kolonie

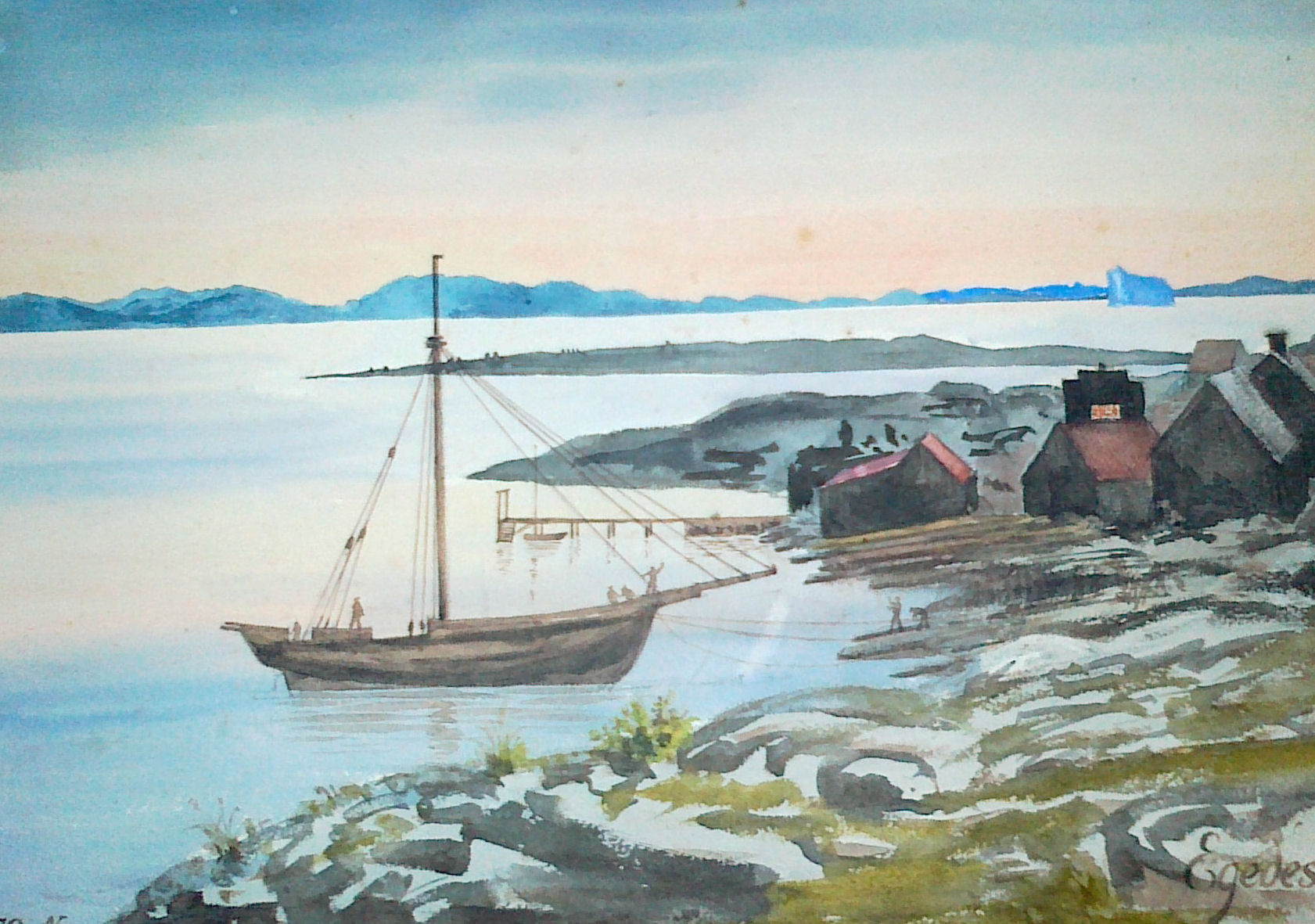
Aasiaat auf einem Aquarell von Andreas Kornerup von 1879

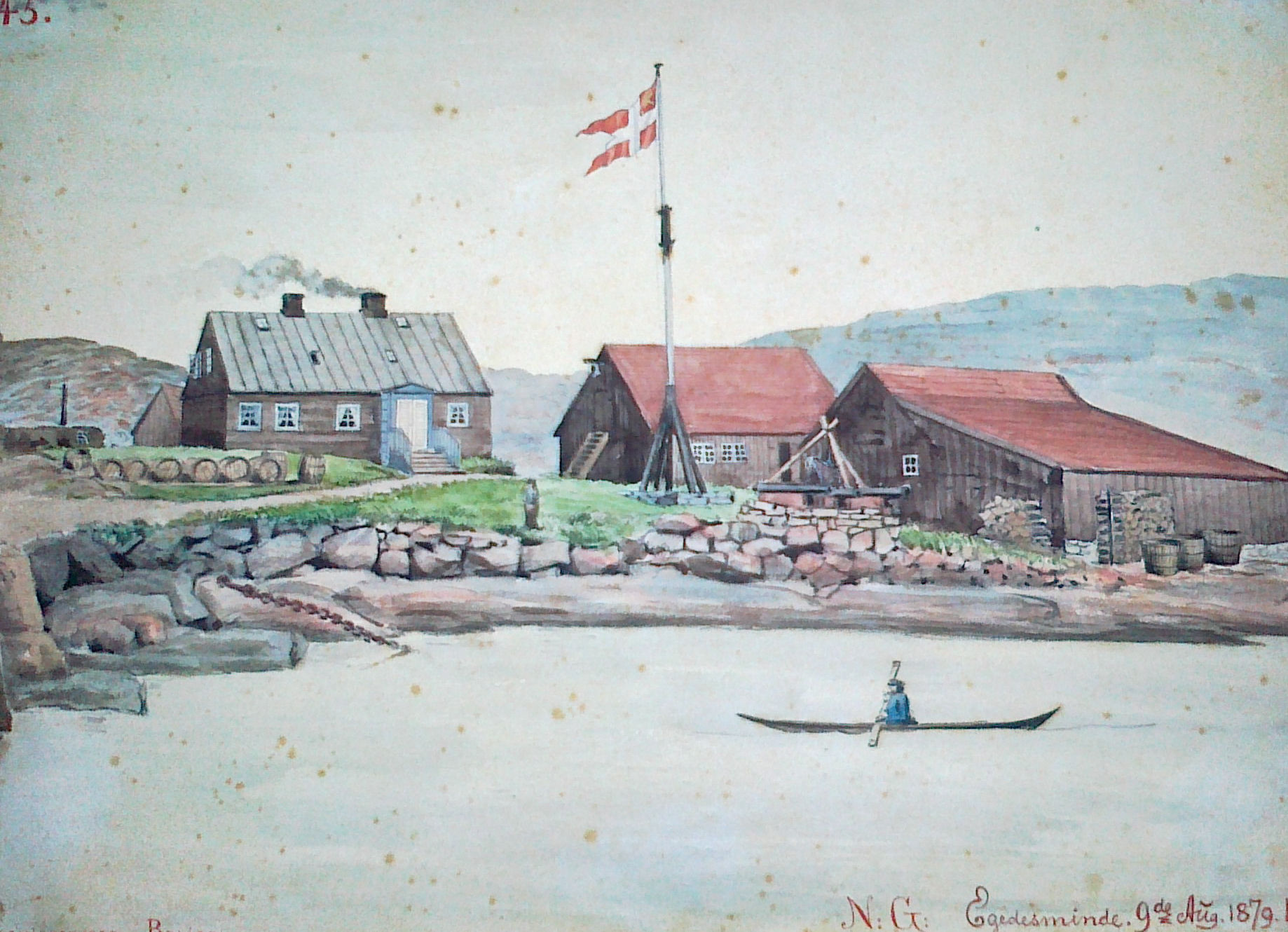
Aasiaat auf einem Aquarell von Andreas Kornerup von 1879

1828 erhielt Aasiaat eine neue Wohnung für den Missionar. 1856 wurde eine kleine Kirche aus Fachwerk und Stein gebaut, die aber so klein war, dass die Kirchenorgel oben verkürzt werden musste, damit sie in das flache Gebäude passte. 1863 wurden ein Wohnhaus für den Kolonialverwalter und eins für einen Volontär gebaut. 1893 wurde eine neue Missionarswohnung gebaut, die 1907 renoviert wurde. 1894 erhielt Aasiaat ein Wohnhaus für einen Kapitän. 1901 wurde eine 153 m² große neue Kirche gebaut, die als bretterverkleidetes Fachwerkhaus mit Schindeldach errichtet wurde. Einige Bestandteile wurden aus der alten Kirche übernommen. 1905 erhielt Aasiaat eine Wohnung für den Handelsassistenten. 1906 wurde ein Krankenhaus gebaut, das mit einem Operationsraum, einem Zimmer für Krankenschwestern und Schüler, eine Küche und zwei Krankenzimmern mit neun Betten, die um sechs Betten erweitert werden konnten, versehen war. 1914 wurde eine neue Schule mit zwei großen Klassenzimmern gebaut. 1916 erhielt die Kirche eine Leichenkapelle, die aus Materialien der alten Schule gebaut wurden. Im selben Jahr wurde die Wohnung für den neuen Arzt aus Sisimiut hierher versetzt. Außerdem gab es zu dieser Zeit einen Laden, eine Werkstatt mit Böttcherei, eine Schmiede, eine Brauerei, zwei Lagergebäude, ein Kohlenhaus, eine Tranbrennerei, ein Pulverhaus, ein Petroleumshaus von 1915 und eine Bäckerei, die in der Missionarswohnung von 1828 untergebracht war.

### Späte Kolonialzeit

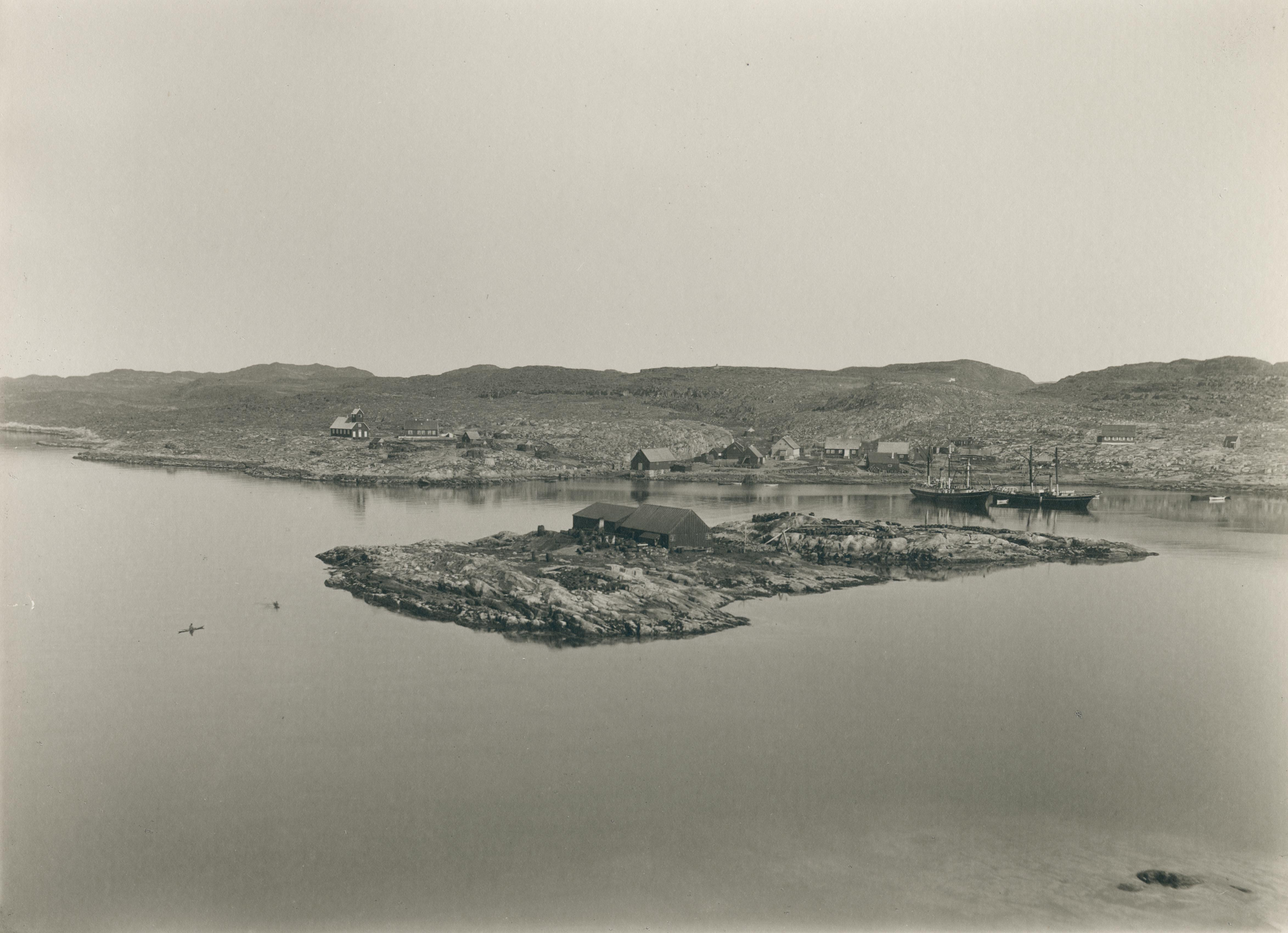
Historische Ansicht von Aasiaat (um 1900)

1915 lebten in Aasiaat 171 Grönländer und 15 Dänen. Unter den Grönländern waren 18 Jäger, sieben Fischer und eine Hebamme. Die Grönländer wohnten in 26 Häusern, die durchaus groß und gut eingerichtet waren. Die meisten Personen lebten weiterhin vom Garnfang auf Seehunde. Nebenher wurden unter anderem Füchse und Seevögel gejagt, sowie Eiderenten, Schneehühner und es wurden Uuaq und Seeskorpion gefischt.
Administrativ war Aasiaat lange als Kolonie zugleich der Hauptort der Gemeinde Egedesminde, der außerdem noch der Wohnplatz Maniitsoq angehörte. Der Ort war Teil des 3. Landesratswahlkreises und hatte einen Gemeinderat mit drei Mitgliedern. Dazu war Aasiaat der Sitz einer Kirchengemeinde, in der neben dem Pastor ein Oberkatechet und ein Katechet stationiert waren. Aasiaat war ab 1916 Sitz eines Arztes im eigenen Arztdistrikt. Der Handel hatte in Aasiaat einen Kolonialverwalter und einen Assistenten und meist auch einen Volontär.
Im Zweiten Weltkrieg spielte Aasiaat eine wichtige Rolle bei der Versorgung der alliierten Truppen in Grönland. 1942 wurden von den US-Amerikanern eine Wetterstation mit zwei Baracken als kleinem Stützpunkt errichtet. Dieser war bis zu seiner Schließung ein wichtiger Wirtschaftsfaktor.

### Neuere Geschichte
1948 erhielt Aasiaat eine Werft. 1950 wurde Aasiaat Hauptort der Gemeinde Aasiaat. Im selben Jahr wurde ein Kraftwerk errichtet, wodurch die Stadt Strom erhielt. 1951 wurde ein Kai errichtet und die Garnelenfabrik eröffnet. Die Garnelenfischerei war von besonderer Bedeutung in Aasiaat. Daneben gab es eine 1949 eröffnete Fischfabrik. 1955 wurde ein großer Schulkomplex errichtet, 1957 ein Wasserwerk, 1958 ein Altersheim und 1960 ein Krankenhaus mit 85 Betten. 1961 erhielt Aasiaat einen für große Schiffe ausgelegten Kai. 1964 wurde ein Heliport errichtet, um Aasiaat über die Luft anzubinden. Die heutige Kirche stammt aus dem Jahr 1965. 1969 wurde eine Feuerwehrstation eröffnet.
Von 2009 bis 2018 lag Aasiaat in der Qaasuitsup Kommunia und ist seit 2018 Hauptort der Kommune Qeqertalik.

## Liste der Kolonialangestellten bis 1921

### Kolonialverwalter
Der Kolonialdistrikt Egedesminde wurde von folgenden Kolonialverwaltern verwaltet. Von 1879 bis 1885 wurden die Kolonialdistrikte Egedeminde und Godhavn zusammen verwaltet.
- 1759–1761: Niels Egede
- 1761–1779: Johannes Pedersen Dorf
- 1779–1782: Niels Fogh Irgens
- 1782–1787: Peder Baade
- 1787–1791: Caspar Gottlieb Lidemark
- 1791–1801: Marcus Nissen Myhlenphort
- 1801–1808: Wilhelm Frimann Koren
- 1808–1814: Jacob Haagen Bast
- 1814–1826: Johan Lorentz Mørch
- 1826–1836: Johan Christian Geisler
- 1836–1839: Peder Goische Kirchheiner
- 1839–1841: Jørgen Nielsen Møller
- 1841–1846: Frederik Waldemark Arntz
- 1846–1865: Nicolai Zimmer
- 1865–1878: Carl August Ferdinand Bolbroe
- 1878–1879: Niels Peter Julius Bentzen
- 1879–1880: Jens Karsten Nielsen Thygesen
- 1880–1882: Valdemar Møller und Otto Alexander Juncker (interim)
- 1882–1883: Niels Alfred Andersen
- 1883–1884: Niels Peter Julius Bentzen
- 1884–1885: Johan Peter Petersen (interim)
- 1885:–0000 Johan Carl Joensen (interim)
- 1885–1892: Hjalmar Christian Reinholdt Knuthsen
- 1892–1900: Johan Carl Joensen
- 1900–1903: Louis Victor Mathiesen
- 1903–1907: Oscar Peter Cornelius Kock
- 1907–1908: Carl Frederik Harries
- 1908–1913: Johan Christian Evensen
- 1913–1914: Johannes Otto Frederik Mathiesen
- ab 1914:00. Karl Frederik Hannibal Anton Fencker

### Missionare und Pastoren
Folgende Personen waren Missionare bzw. Pastoren im Kolonialdistrikt Egedesminde. Von 1792 bis 1799 war der Amtsinhaber im Kolonialdistrikt Jakobshavn für Egedesminde zuständig. Von 1813 bis 1818 gab es ebenfalls keinen eigenen Missionar. Bis 1816 verwaltete Bernhard Hartz den Kolonialdistrikt von Jakobshavn aus mit. Von 1887 bis 1893 war ebenfalls der Missionar in Jakobshavn zuständig.
- 1769–1777: Hans Hansen Tulle
- 1777–1780: Morten Pedersen Balwig
- 1781–1786: Christian J. Winsløw
- 1786–1787: Jens Koch Lintrup
- 1787–1790: Frederik Christian From
- 1791–1792: Hans Peter Jansen
- 1792–1797: Rudolph Friederich Lassen
- 1797–1799: Hans Peter Jansen
- 1799–1803: Andreas Ostermann
- 1803–1805: Henrik Schou
- 1806–1813: Bernhard Hartz
- 1813–1816: Bernhard Hartz
- 1818–1828: Peder Kragh
- 1828–1833: Thomas Potter
- 1834–1835: Erik Adolf Wandall
- 1835–1843: Jess Lassen Bjerrum
- 1843–1850: Knud Diderik Nøsted
- 1850–1858: Carl Vilhelm Wulff
- 1858–1861: Peder Raae
- 1861–1872: Johannes William Kristoffer Skram
- 1879–1881: Kristian Peter Kristensen
- 1882–1887: Severin Christian Tobias Simeon Mørch
- 1893–1895: Poul Hansen Vibæk
- 1895–1899: Hans Andreas Jakob Theophilus Hansen
- 1899–1901: Christian Wilhelm Schultz-Lorentzen
- 1902–1904: Carl Ferdinand Wagner
- 1904–1906: Hother Berthel Simon Ostermann
- 1906–1907: Erik Jespersen
- 1907–1910: Rasmus Sørensen
- 1911–1913: Rasmus Jørgen Nielsen
- ab 1913:00. Knud Balle

### Ärzte
Erst 1916 war Aasiaat zum Sitz eines eigenen Arztdistrikts ernannt worden. Zuvor war der Arzt Christian Nicolai Rudolph von 1856 bis 1858 interim Kolonialverwalter.
- ab 1916: Jon Sigurd Øgmundsson Bichel

## Wirtschaft
Noch heute lebt Aasiaat zu großen Teilen vom Fischfang mit Schleppnetzen und der Garnelenfischerei. Es gibt eine Shrimpfabrik. Der Tourismus spielt auch eine übergeordnete Rolle in einer für grönländische Verhältnisse derart großen Stadt. So werden Walbesichtigungstouren, Kajak- und Hundeschlittenfahrten angeboten. Wichtigste Wirtschaftssektoren sind aber administrative Verwaltung und Dienstleistung, gefolgt von Einzelhandel und Transport.

## Infrastruktur und Versorgung
Der Hafen wird von der Disko Line und der Arctic Umiaq Line bedient und bietet damit gute Anbindungsmöglichkeiten in andere Städte. Zudem liegt im Osten der Stadt der Flughafen Aasiaat, der 1998 eröffnet wurde und über Air Greenland nationale Verbindungen zu den Flughäfen Ilulissat und Kangerlussuaq anbietet sowie über einen Heliport verfügt. Aasiaat ist wie für Städte üblich vollständig asphaltiert und damit autobefahren.
TELE Greenland versorgt die Stadt über eine eigene Filiale mit Telekommunikation und den Postverkehr. Nukissiorfiit versorgt Aasiaat mit Strom, Wasser und Wärme. Das Wasser wird aus Süßwasserseen in der Umgebung, Strom über Dieselgeneratoren, Wärme aber größtenteils privat über Ölöfen oder andere Heizungssysteme gewonnen. Das Strom- und Heizkraftwerk wurde 1991 am Hafen errichtet. Müll wird entweder in einer Müllverbrennungsanlage verbrannt oder auf der Müllhalde deponiert. Weiterhin verfügt die Stadt über ein Abwasser- und Klärsystem, an das 82 % der Häuser angeschlossen sind. Die restlichen Häuser entsorgen das Abwasser direkt ins Meer.

## Bebauung
Aasiaat verfügt über Einkaufsmöglichkeiten in den von Pisiffik geführten Filialen Spar, Torrak Fashion, JYSK und Pisattat. Weiterhin gibt es ein Hotel, ein Restaurant, eine Kirche, einen Kindergarten, eine Tagespflegestation, ein Krankenhaus, ein Altersheim, eine große Bibliothek, einen Jugendtreff, eine Sporthalle und einen Fußballplatz. Im Winter kann man im Westen der Stadt zudem Ski fahren, das ausgewiesene Resort verfügt auch über einen Skilift. Die Dorfhalle Aasiaats wurde mit Gemälden des dänischen Malers Per Kirkeby beschmückt.
Aasiaat ist ein wichtiger Bildungsort. In der Stadt gibt es mehrere Schulen: Die Volksschule Gammeqarfik, das Gymnasium für den Norden Grönlands GU-Aasiaat (GUX), dazu die Förderschule Ado Lyngep Atuarfia und das Berufszentrum Piareersarfik.
Aasiaat verfügt über eine Vielzahl von geschützten Gebäuden, darunter das Aasiaat-Museum, das früher den Kolonialverwalter beherbergte.

## Sport
Aasiaat ist Heimat mehrerer Fußballvereine. 1941 wurde T-41 Aasiaat gegründet, der 1967/68, 1970 und 1971 dreimal die Grönländische Fußballmeisterschaft gewinnen konnte. Der 1997 gegründete Verein Aasiak-97 Aasiaat konnte sich 2005 für die Schlussrunde der Meisterschaft qualifizieren.

## Städtepartnerschaften
- Svendborg[8]

## Söhne und Töchter der Stadt
- Carl August Ferdinand Bolbroe (1833–1878), dänisch-grönländischer Inspektor von Grönland
- Wille Brandt (1865–1921), Landesrat
- Abia Brandt (1886–?), Landesrat
- Hans Lynge (1916–1985), Landesrat
- Lars Ostermann (1916–1982), Handelsverwalter und Landesrat
- Holger Balle (1917–2010), dänisch-grönländischer Pastor und Propst
- Peter Storch (* 1924), Pastor, Kommunalpolitiker, Lehrer und Autor
- Jørgen Hertling (1928–2017), grönländisch-dänischer Jurist und Polizeipräsident
- Karl Siegstad (1930–2010), Schriftsteller
- Knud Sørensen (1934–2009), Politiker (Atassut) und Handelsverwalter
- Peter Frederik Rosing (1940–2011), Journalist, Intendant, Schriftsteller und Übersetzer
- Arĸalo Abelsen (* 1946), Politiker (Atassut) und Lehrer
- Aqqaluk Lynge (* 1947), Politiker (Inuit Ataqatigiit), Schriftsteller und Journalist
- Jens Geisler (1951–2010), Politiker (Inuit Ataqatigiit), Lehrer und Schriftsteller
- Anne-Birthe Hove (1951–2012), grönländisch-dänische Künstlerin
- Ole Lynge (* 1956), Politiker (Inuit Ataqatigiit) und Gewerkschafter
- Elisa Petersen (* 1960), Bibliothekarin
- Henrik Fleischer (* 1961), grönländisch-dänischer Filmeditor
- Otto Jeremiassen (* 1961), Politiker (Siumut)
- Naja Marie Aidt (* 1963), dänische Schriftstellerin
- Simon Lennert (* 1964), Politiker (Inuit Ataqatigiit) und Lehrer
- Ole Kristiansen (* 1965), Musiker
- Michael Rosing (* 1968), Politiker (Suleqatigiissitsisut) und Lehrer
- Tue Thomsen (1972–2006), dänischer Boxer
- Kimmernaq Kjeldsen (* 1980), Sängerin und Schauspielerin
- Kristian Kristoffersen (* 1988), Biathlet

## Bevölkerungsentwicklung
Die Bevölkerungszahl von Aasiaat hat sich seit 1977 etwa auf einem Niveau bewegt. Die Stadt ist die fünftgrößte Grönlands.